# Obština Zlatograd
Obština Zlatograd (bulharsky Община Златоград) je bulharská jednotka územní samosprávy ve Smoljanské oblasti. Leží v jižním Bulharsku v jihozápadní části Východních Rodopů podél hranic s Řeckem. Správním střediskem je město Zlatograd, kromě něj zahrnuje obština 9 vesnic. Žije zde přes 11 tisíc stálých obyvatel.

## Sídla
| - Alamovci - Cacarovci - Dolen - Erma Reka | - Fabrika - Kušla - Presoka - Starcevo | - Strašimir - Zlatograd (sídlo správy) |

## Sousední obštiny
| Růžice kompasu | Madan   | Nedelino          | Džebel | Růžice kompasu |
| Růžice kompasu | Rudozem | Sever             |        | Růžice kompasu |
| Růžice kompasu | Rudozem | Obština Zlatograd |        | Růžice kompasu |
| Růžice kompasu | Rudozem | Jih               |        | Růžice kompasu |
| Růžice kompasu |         | Kirkovo           |        | Růžice kompasu |

## Obyvatelstvo
V obštině žije 11 396 stálých obyvatel a včetně přechodně hlášených obyvatel 13 237. Podle sčítáni 1. února 2011 bylo národnostní složení následující:
- Bulhaři: 9 352 (98.2 %)
- Turci: 38 (0.4 %)
- ostatní: 129 (1.4 %)